# Юда Макавей
Юда Макавей (? — 160 р. до н. е., івр. יהודה המכבי Єгуда га-Макабі, також Єгуда Макабі) — третій, молодший син Матітьягу Хасмонея, активний учасник повстання Макавеїв. За його прізвиськом Макабі (від арамейського «makkaba» — «молот») і названо це повстання.

## Походження
Батько Юди Макавея — Маттафія Хасмоней (Матітьягу га-Коген бен Йоганан) походив з когенів і був одним з організаторів повстання проти Селевкідів. Він помер у 167 році до н. е. на самому початку повстання. Його справу продовжили п'ятеро синів, серед них і Юда Макавей.

## Повстання Макавеїв проти елінізації

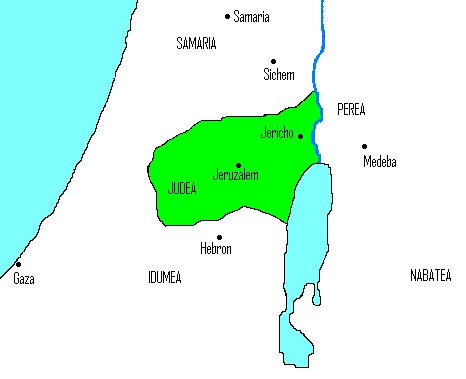
Юдея часів Юди Макавея

Антіох IV, який у той час правив Юдеєю, греко-сирійський цар Держави Селевкідів, проводив жорстку політику еллінізації (поширення грецької мови, релігії та культури) щодо єврейського населення Юдеї. Ключовим елементом такої політики було прагнення спонукати або змусити євреїв відмовитися від особливостей своєї віри і ввести в Юдеї грецьку культуру і релігію. Ображене релігійне почуття юдеїв викликало вибух обурення в їх середовищі, який вилився в озброєне повстання у 167 році до н. е. Одним з організаторів повстання проти Селевкідів був Маттафія Хасмоней — батько Юди Макавея. Після його смерті у 167 році до н. е. керівництво повстанцями перебрав на себе його син Юда Макавей. У той час коли Антіох IV вів війну на сході своєї імперії Макавеям вдалося розбити невеликі військові угрупування селевкідів у битвах при Еммаусі та Бет-Сурі. Намісник Антіоха у Юдеї — Лісій підписує мирний договір з Юдою. За договором повстанці отримують амністію та свободу віросповідання.

## Перемога у Єрусалимі
Оскільки за мирним договором первосвященник Менелай, за якого творилися неподобства у храмі, залишався на посаді, а повстанці боялися нового нападу на них та змови Селевкідів з Менелаєм, вирішили іти в похід на Єрусалим. Цим блискавичним маневром у грудні 164 року до н. е. гарнізон Єрусалима був зненацька захоплений і був зруйнований поганський вівтар у Єрусалимському храмі, а сам храм очищений та освячений. Ця подія відзначається дотепер святом Ханука.
Після відвоювання Єрусалима відбулося декілька військових походів в області Ідумея, Перея, а також проти аммонитян і Галілеї з метою захисту юдейського населення і закріплення влади Хасмонеїв. Частиною цих дій було переселення юдеїв з провінцій у центр країни на знову відвойовані землі.

## Смерть Єгуди

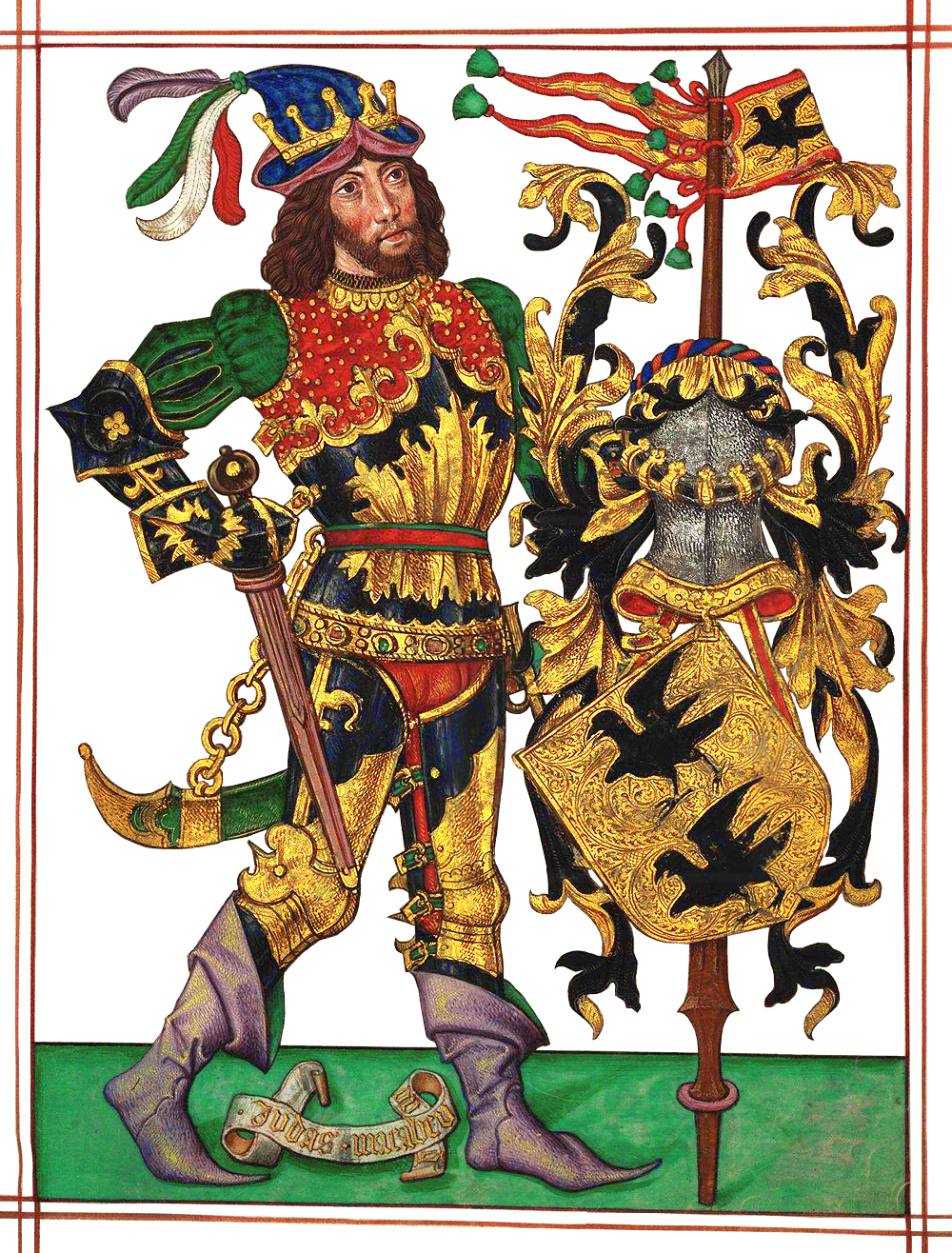
Юда Макавей як один із дев'яти достойників («Livro do Armeiro-Mor», 1509)

У 163 році до н. е. Селевкіди пробують відновити Status quo ante bellum Юдеї у своїй державі, включаючи збирання податків. Вони переходять у наступ і завдають декілька поразок Макавеям при Бет-Захар'я та відвойовують фортецю Бет-Сур. Лише Місто Давида у Єрусалимі тримало облогу. Однак у державі Селевкідів були знову внутрішні розбіжності, що змусили укласти мир з однією партією юдеїв та призначити нового первосвященника — Алкіма. Таким чином у Єрусалимі знову з'явився сирійський гарнізон, а Юда і його брати змушені були втекти. Почалася знову партизанська війна та терор. Прихильники Алкіма воювали з прихильниками Юди Макавея. Для знешкодження Макавеїв послані регулярні війська під керівництвом Ніканора. У вирішальній битві під Адазою у березні 163 року до н. е. армії Селевкідів завдано поразки, а Ніканор загинув. У 160 р. до н. е. новий цар Сирії Деметрій I Сотер посилає у Юдею велику армію для очищення її від повстанців. У битві при Елаза між повстанцями та сирійськими військами у березні 160 р. до н. е. гине Юда Макавей і повстанці отримують поразку від переважаючої сили противника.
Після загибелі Юди його брат Йонатан очолив повстання. Він зумів скористатися розбіжностями в імперії Селевкідів між претендентами на престол. Балансуючи між Деметрієм I і Александром I, а згодом між Деметрієм II і Трифоном, Йонатан став первосвященником і правителем Юдеї.